# Canton de Brie-Comte-Robert
Le canton de Brie-Comte-Robert est une ancienne division administrative française, située dans le département de Seine-et-Marne et la région Île-de-France.

## Composition

### de 1992 à 2015
Le canton de Brie-Comte-Robert regroupait 12 communes jusqu'en mars 2015: 
- Brie-Comte-Robert, 15 906 habitants
- Chevry-Cossigny, 3 684 habitants
- Coubert, 1 787 habitants
- Évry-Grégy-sur-Yerre, 2 288 habitants
- Férolles-Attilly, 1 129 habitants
- Grisy-Suisnes, 2 327 habitants
- Lésigny, 7 669 habitants
- Limoges-Fourches, 443 habitants
- Lissy, 192 habitants
- Servon, 2 930 habitants
- Soignolles-en-Brie, 2 023 habitants
- Solers, 1 295 habitants

## Histoire
Le canton de Brie-Comte-Robert a été amputé de ses 4 communes orientales, Combs-la-Ville, Lieusaint, Moissy-Cramayel et Réau par décret du 27 février 1991, à la suite de la création du canton de Combs-la-Ville.

## Représentation

### Conseillers généraux de 1833 à 2015
| Période               | Identité                          | Parti         | Qualité |
| --------------------- | --------------------------------- | ------------- | --- |
| 1833-1839             | Henri Selves Duclos               |               | Imprimeur-lithographe à Chevry                                                                                              |
| 1839-1860 (décès)     | Jean-Baptiste Reboul              |               | Inspecteur des Finances Administrateur des forges et maire de Soignolles (1848-1860)                                        |
| 1861-1878 (démission) | Donat-Joseph-Alphonse Belin       |               | Propriétaire-agriculteur maire de Brie-Comte-Robert (1871-1874)                                                             |
| 1878-1882 (démission) | Charles Cappronnier               | Républicain   | Ancien juge au Tribunal de commerce de la Seine Propriétaire à Férolles-Attilly                                             |
| 1882-1894 (décès)     | Camille Bernardin                 | Droite        | Avocat à Brie-Comte-Robert, conseiller d'arrondissement                                                                     |
| 1895-1912 (décès)     | Arthur Brandin                    | Républicain   | Agriculteur à Galande Maire de Réau                                                                                         |
| 1912-1919             | Louis Guggemos                    | Rad.          | Docteur en médecine Maire de Brie-Comte-Robert (1900-1910)                                                                  |
| 1919-1922             | Eugène Jollot                     | RG            | Négociant en vins Maire de Brie-Comte-Robert (1919-1922), conseiller d'arrondissement                                       |
| 1922-1934             | Arthur Chaussy                    | SFIO          | Tailleur de pierres, syndicaliste CGT Député (1919-1928 et 1932-1940) Maire de Brie-Comte-Robert (1929-1941)                |
| 1934-1940             | Gaston Bousquet                   | PDP           | Ingénieur à Coubert |
|                       |                                   |               | |
| 1945-1945 (décès)     | Arthur Chaussy                    | SFIO          | Député (1919-1928 et 1932-1940) Maire de Brie-Comte-Robert (1929-1941 et 1944-1945)                                         |
| 1946-1970             | Maurice Dechéleprêtre (1905-1977) | SFIO puis DVG | Artisan charpentier à Brie-Comte-Robert                                                                                     |
| 1970 - 1982           | Alain Vivien                      | PS            | Professeur - Député (1973-1986 et 1988-1993) Secrétaire d'État (1991-1992) Maire de Combs-la-Ville (1977-1983 et 1989-1992) |
| 1982 - 1988           | Jean Kirchheim                    | RPR           | Consultant Maire adjoint de Servon Vice-Président du Conseil Général                                                        |
| 1988 - 1994           | André Aubert                      | PS            | Maire de Brie-Comte-Robert (1979-2013)                                                                                      |
| 1994 - 2001           | Marc Noé                          | RPR           | Maire de Soignolles-en-Brie (1989-1995) Suppléant du député Jean-Pierre Cognat (1993-1997)                                  |
| 2001- 2015            | André Aubert                      | PS            | Maire de Brie-Comte-Robert (1979-2013) Président de la CC Orée de la Brie (2003-2014) Vice-Président du Conseil Général     |

### Conseillers d'arrondissement (de 1833 à 1940)
Le canton de Brie-Comte-Robert avait deux conseillers d'arrondissement.
| Période                                  | Période          | Identité                                | Étiquette           | Qualité |
| ---------------------------------------- | ---------------- | --------------------------------------- | ------------------- | --- |
| 1833                                     | 1843 (décès)     | Charles Maurice Archdéacon (1781-1843)  |                     | Agent de change, maire de Lésigny                                                                                 |
| 1833                                     | 1845             | Auguste Laurent Dutfoy (1778-1856)      |                     | Cultivateur, maire de Brie-Comte-Robert (1831-1835)                                                               |
| 1843                                     | 1848             | Nicolas Auguste Duclos (1798-1875)      |                     | Maître de poste, maire de Lieusaint (1840-1848)                                                                   |
| 1845                                     | 1848             | M. Rigault                              |                     | Agent de change, propriétaire à Coubert                                                                           |
|                                          |                  |                                         |                     | |
| 1871                                     | 1882 (démission) | Camille Bernardin (1831-1894)           | Droite              | Avocat, Vice-Président de la société horticole de Melun-Fontainebleau                                             |
| 1882                                     | 1886             | Auguste-Louis-Henri Roblin              |                     | Maire de Brie-Comte-Robert                                                                                        |
| 1886                                     | 1888 (décès)     | Constant-Charles Decauville (1822-1888) |                     | Agriculteur à Égrenay, Combs-la-Ville                                                                             |
| 1886                                     |                  | M. Alfroy                               | Républicain radical | Propriétaire et pépiniériste à Lieusaint                                                                          |
|                                          |                  |                                         |                     | |
| 1895                                     | 1907             | Charles Legras                          |                     | Agriculteur, conseiller municipal de Coubert, Président du Syndicat des agriculteurs de l'arrondissement de Melun |
| 1907                                     | 1919             | Eugène Jollot                           | RG                  | Négociant en vins, Brie-Comte-Robert                                                                              |
| 1919                                     | 1922 (décès)     | Amand-Achille Cotté                     |                     | Cantonnier chef, conseiller municipal de Brie-Comte-Robert                                                        |
| 1919                                     | 1925             | Louis Armand Hugué                      |                     | Instituteur en retraite, maire de Soignolles-en-Brie                                                              |
| 1922                                     | 1928             | Maurice André (1885-1929)               | SFIO                | Propriétaire à Grisy-Suisnes                                                                                      |
| 1925                                     | 1937             | Auguste Villeron                        | SFIO                | Cultivateur, adjoint au maire de Brie-Comte-Robert                                                                |
| 1937                                     | 1940 (démission) | Marcel Férez (1895-1940)                | SFIO                | Avocat et expert-comptable, maire de Servon (1929-1940)                                                           |
| 1937                                     | 1940             | M. Gillon                               | SFIO                | Conseiller municipal de Brie-Comte-Robert                                                                         |
| 1940                                     |                  |                                         |                     | Les conseils d'arrondissement ont été suspendus par la loi du 12 octobre 1940 et n'ont jamais été réactivés       |
| Les données manquantes sont à compléter. |                  |                                         |                     | |

## Démographie
| 1962   | 1968   | 1975   | 1982   | 1990   | 1999   | 2006   | 2011   | 2012   |
| ------ | ------ | ------ | ------ | ------ | ------ | ------ | ------ | ------ |
| 11 187 | 13 261 | 23 452 | 27 853 | 31 736 | 37 160 | 40 179 | 42 470 | 42 992 |